# Денисов, Василий Васильевич
Денисов, Василий Васильевич - слесарь-инструментальщик завода им. Володарского, г. Ульяновск , Герой Социалистического Труда (1971)

## Биография
Родился в 1926 году в г. Астрахань. Трудовую деятельность начал после окончания ремесленного училища в 1941 г. в качестве слесаря-инструментальщика на Ульяновском машиностроительном заводе им. Володарского. Одним из первых на заводе работал с личным клеймом, включился в социалистическое соревнование за досрочное выполнение производственного плана восьмой пятилетки: «Пятилетку - к 100-летию со дня рождения В.И. Ленина». Награждён значком «Отличник социалистического соревнования РСФСР», юбилейной медалью «За доблестный труд. В ознаменование 100-летия со дня рождения В.И. Ленина». В 1958 - 1962 гг. был депутатом Верховного Совета СССР, неоднократно избирался депутатом областного Совета депутатов трудящихся, членом бюро Заволжского райкома партии. В апреле 1971г. за успешное выполнение пятилетнего плана, достижение высоких технико-экономических показателей в своей работе Денисову, слесарю инструментального производства машиностроительного завода им. Володарского, было присвоено звание Героя Социалистического Труда с вручением ордена Ленина и золотой медали «Серп и молот».
Скончался 10.05.2002 года, похоронен на кладбище Заволжское-1, в городе Ульяновске.